# Древлехранилище ЯГУАК
Древлехранилище ЯГУАК — музей древностей, существовавший в Ярославле в 1889—1924 годах.
При образовании Ярославской губернской учёной архивной комиссии (ЯГУАК) в 1889 году предполагалось создание музея. Древлехранилище ЯГУАК открыто в 1895 году. Хранителем был избран Илларион Тихомиров. В музее должно было быть «собрано всё то, что даст нам представление о деталях жизни минувших поколений».
Первыми экспонатами стали находки из курганов с берегов реки Сити, поступившие от VII археологического съезда (Ярославль, 1887); предметы каменного века от Ярославского губернского правления; средневековые монеты из Ростовского музея церковных древностей. В 1894 году Иван Вахрамеев подарил Древлехранилищу коллекцию монет (около 1400 штук). Первоначально музей, как и сама комиссия, находился в небольшом помещении в здании Губернских присутственных мест на Ильинской площади.
К 1900 году в коллекции было около 7 тысяч предметов: произведения народного и декоративно-прикладного искусства, церковная утварь, нумизматика, портретная живопись, более 12 тысяч документов по местной истории. Коллекцию пополняли пожертвованиями частные лица, в том числе члены комиссии: Николай Корсунский, Николай Дубровин, Александр Ливанов, Порфирий Оловянишников, Павел Потехин, Иван Барщевский, Илларион Тихомиров. Также предметы закупались у населения, собирались на археологических раскопках. Состав коллекции одобряли такие специалисты, как археолог Николай Покровский, филолог Алексей Соболевский, художники Николай Рерих, Константин Маковский.
В 1900 году количество посетителей музея составило 4,5 тысячи человек. Это были в основном местные учащиеся училищ, гимназий, лицея, интеллигенты. Заглядывали и иностранцы.
В 1924 году имущество Древлехранилища и других ярославских музеев было передано в образованный советскими властями областной музей, ныне известный как Ярославский музей-заповедник.